# یاوورنگک روسکی
یاوورنگک روسکی (به لاتین: Jawornik Ruski) یک روستا در لهستان است که در گمینا بیرچا واقع شده‌است. یاوورنگک روسکی ۱۶۱ نفر جمعیت دارد.